# Hirasa austeraria
Hirasa austeraria är en fjärilsart som beskrevs av John Henry Leech 1897. Hirasa austeraria ingår i släktet Hirasa och familjen mätare. Inga underarter finns listade i Catalogue of Life.